# Edward Herbert de Cherbury

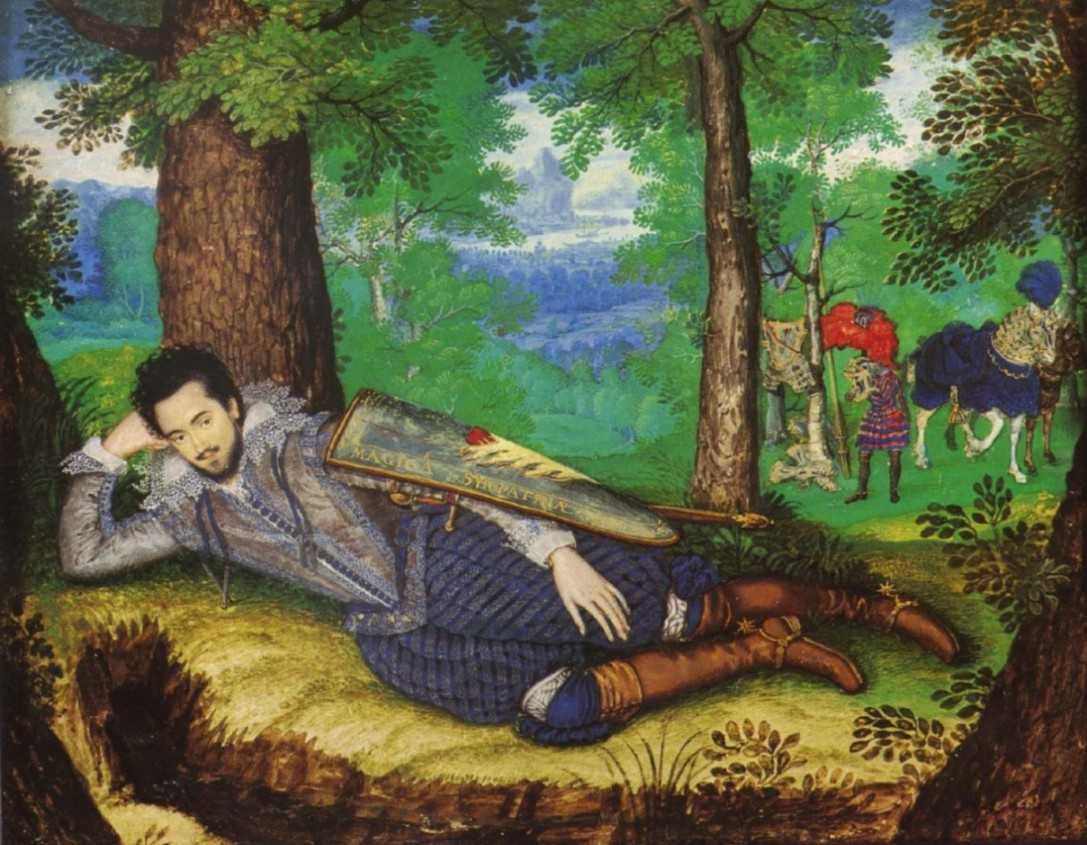
Edward Herbert, retratado por Isaac Oliver (1560-1617).

Edward Herbert, primer barón Herbert de Cherbury (3 de marzo de 1583-20 de agosto de 1648) fue un militar, diplomático, historiador, poeta y filósofo religioso británico. Es considerado uno de los primeros partidarios del deísmo en Inglaterra, doctrina que trató de fundamentar de un modo racional.

## Primeros años
Edward Herbert fue el hijo mayor de Richard Herbert del Castillo Montgomery (un miembro de una rama colateral de la familia de los Duques de Pembroke) y de Magdalena, hija de sir Richard Newport, y hermano del poeta George Herbert. Nació en Eyton-on-Severn, cerca de Wroxeter, en el condado de Shropshire. Asistió a la University College y, el 28 de febrero de 1599 se casó con su prima Mary, hija y heredera de Sir William Herbert. Regresó a Oxford con su esposa y su madre, continuó sus estudios y aprendió lenguas modernas, música, a montar a caballo y esgrima.
Con ocasión del ascenso de Jacobo VI de Escocia y I de Inglaterra, se presentó él mismo en la corte donde fue ordenado como caballero de la Orden del Baño el 24 de julio de 1603. Fue miembro del Parlamento inglés por Merionethshire. A partir de 1605, fue magistrado y sheriff en Montgomery.

## Carrera militar

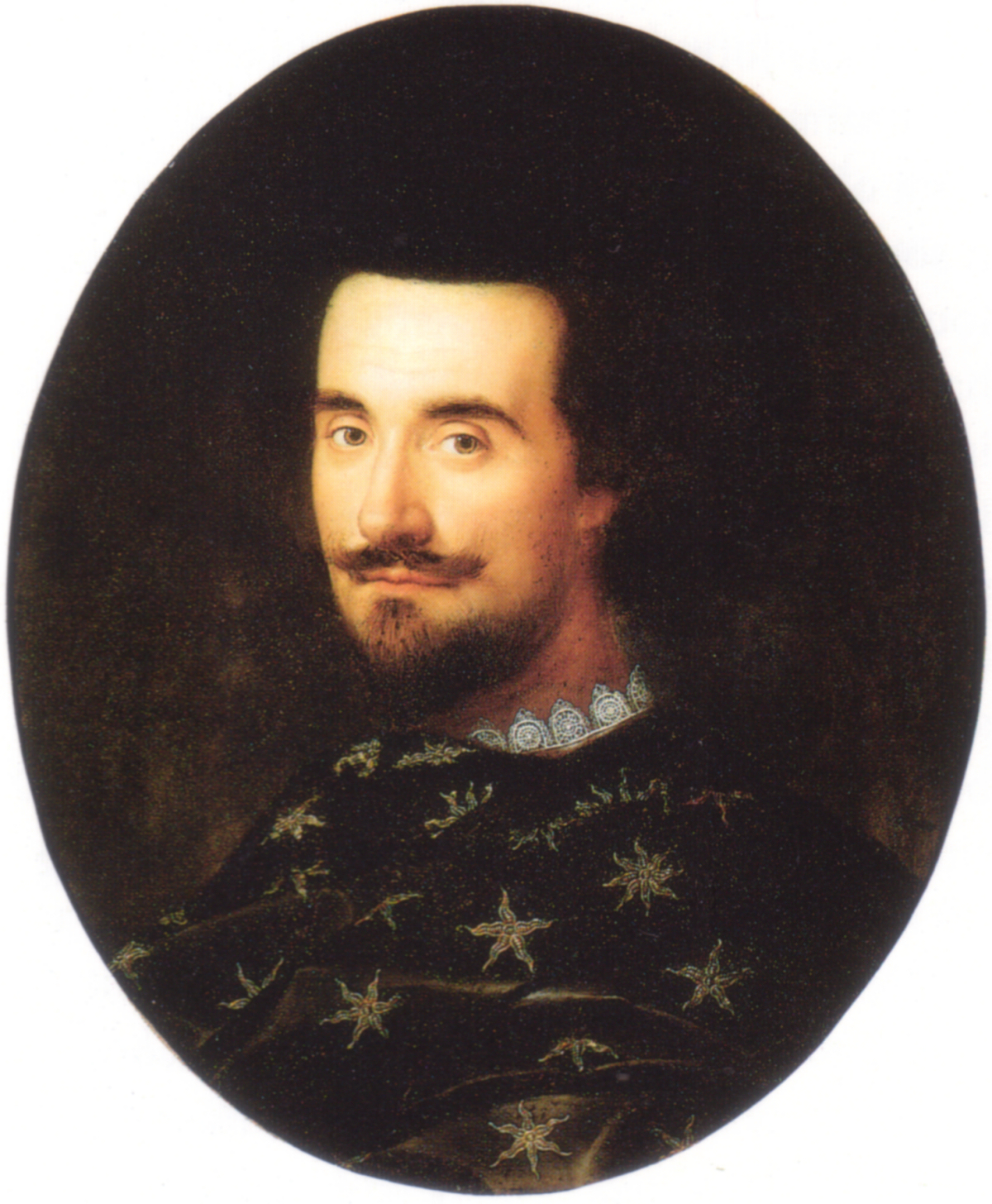
Edward Herbert, por William Larkin, ca. 1609-1610.

En 1608, Herbert partió a París con Aurelian Townshend, donde disfrutó de la amistad y hospitalidad de Enrique I de Montmorency en Merlou y se reunió con Enrique IV de Francia. Viajó por toda Europa con Íñigo Jones y se alojó por varios meses con Isaac Casaubon En esta época, era cercano tanto a Ben Jonson como a John Donne y en la obra de Jonson, Epicoene, or the Silent Woman, Herbert es probablemente mencionado. Tanto la poesía de Donne como la de Jonson fueron influenciadas por Herbert.
En 1610, sirvió como voluntario en los Países Bajos bajo la autoridad del Príncipe de Orange, de quien se volvió íntimo amigo y se distinguió en la captura de Jülich. Ofreció decidir la guerra por medio de un solo combate con un campeón elegido por el enemigo, pero su desafío fue declinado. Durante un intervalo en la lucha, visitó a Ambrosio Spinola en el campo español cercano a Wezel y, luego, al Elector Palatino en Heidelberg, viajando finalmente a Italia. A instancias del Duque de Saboya, Herbert comandó una expedición de 4.000 hugonotes desde Languedoc hasta el Piamonte para ayudarlo en su lucha contra España, pero después de casi perder la vida en el trayecto a Lyon fue hecho prisionero a su llegada y la empresa quedó en nada. De ahí, regresó a los Países Bajos con el príncipe de Orange, para luego retornar a Inglaterra en 1617.

## Diplomático
En 1619, Herbert fue nombrado embajador en París, llevando consigo a Thomas Carew. Una disputa con Charles de Luynes y un desafío enviado a este último ocasionó que fuera destituido en 1621. Tras la muerte de Luynes, Herbert retomó su cargo en febrero de 1622.
Herbert era muy popular en la corte francesa y mostró una considerable habilidad diplomática. Sus objetivos principales eran lograr el matrimonio entre  Carlos I de Inglaterra y Enriqueta María de Francia, y asegurar el apoyo de Luis XIII de Francia a Federico V, Elector Palatino. Falló en esta última misión y fue despedido en abril de 1624. Regresó a Inglaterra endeudado y recibió poca recompensa por sus servicios más allá del título nobiliario irlandés de Castleisland el 31 de mayo de 1624 y la baronía inglesa de Cherbury o Chirbury, el 7 de mayo de 1629.

## Vida posterior
En 1632, Herbert fue nombrado miembro del consejo de guerra. Asistió al rey en York en 1639 y, en mayo de 1642, fue encarcelado por orden del Parlamento inglés por abogar por la adición de las palabras "sin causa" a la resolución que sostenía que el rey violó su juramento al hacer la guerra al Parlamento. Tras este episodio, Herbert decidió no volver a tomar parte en esta lucha, se retiró al castillo Montgomery y declinó los llamados del rey.
El 5 de septiembre de 1644, rindió el castillo a las fuerzas parlamentarias comandadas por sir Thomas Middleton después de unas negociaciones. Herbert regresó a Londres, donde recibió una pensión de £20 semanales. En 1647, visitó a Pierre Gassendi en París y murió en Londres el verano siguiente.

## Pensamiento
Los planteamientos de Herbert se sitúan en la misma línea que los de su contemporáneo Francis Bacon, en lo referente a la importancia que asigna a un nuevo método que esté alejado de la tradición aristotélica de los escolásticos, pero difiere con él en cuanto a cómo dicho método debe ser. En su obra principal, el De veritate, expone que dicho método debe partir de una investigación sobre cuál es la naturaleza de la verdad y la manera adecuada de conocer dicha verdad. La verdad, según Herbert, consiste en una "armonía" entre las facultades intelectuales y el objeto, es decir, ni el intelecto se acomoda al objeto o el objeto debe acomodarse al intelecto, sino que más bien ambos se relacionan de manera armónica para lograr un conocimiento adecuado, por lo que existen aspectos del intelecto y del objeto en la realización del conocimiento de la verdad.
De veritate, al igual que ocurría entonces con la mayoría de obras protestantes, fue incluido en septiembre de 1633 por la Santa Sede en el Índice de libros prohibidos a pesar de que el papa Urbano VIII habría elogiado el tratado. Para la edición en latín de 1633, contó para su distribución con la ayuda de Mersenne, así como para la traducción e impresión clandestina de una versión francesa titulada De la vérité, en los años 1637-39. A pesar de que el ataque de Cherbury hacia el escepticismo contenido en la obra fue en general bien acogido, fue sometido también a fuertes críticas por parte de Gassendi —quien lo acusó de excesivamente dogmático— y Descartes —que consideró que fracasaba al no plantear el problema fundamental en disputa frente a los escépticos—.